# Talvisota: Icy Hell
Talvisota: Icy Hell (tiếng Nga: "Talvisota: Ледяной ад") là trò chơi máy tính thuộc thể loại chiến thuật thời gian thực mang tính giáo dục được phát triển bởi nhóm phát triển quốc tế Blitzfront Game Studio dựa trên các sự kiện của cuộc Chiến tranh Mùa đông (Phần Lan: Talvisota) về cuộc xung đột năm 1939-1940 giữa Phần Lan và Liên Xô. Ủy ban phân loại Phim ảnh Phần Lan định rõ rằng Talvisota: Hell Icy là một tựa game giáo dục và chiến thuật thời gian thực.

## Các tính năng trò chơi
- Hai phần chơi chiến dịch dài cho hai phe Liên Xô và Phần Lan.[1]
- Độ chân thực về mặt lịch sử.[2]
- Dựa trên các sự kiện chính trị và lịch sử có thật trước và trong Chiến tranh Mùa đông.
- Bách khoa toàn thư về lịch sử và những đoạn phim lưu trữ.
- sự có mặt của chai cháy gọi là Molotov cocktail, binh sĩ nói tiếng Nga và Phần Lan, tiếng súng nổ tiền tuyến, máy bay, lính trượt tuyết, gói thuốc nổ, xe tăng phun lửa và các đơn vị quân thí nghiệm đều được tái hiện sinh động.[3]

## Lịch sử phát triển
Quá trình phát triển của Talvisota: Hell Icy bắt đầu với cộng đồng trực tuyến tiếng Nga, trong đó bao gồm những người từ các nước khác nhau, vốn quan tâm đến lịch sử quân sự và các trò chơi lịch sử. Vào năm 2004 họ bắt đầu tự hỏi tại sao không ai làm một trò chơi về Chiến tranh Mùa đông, một cuộc xung đột chiến tranh rất thú vị, mặc dù hơi xa lạ đối với công chúng. Họ quyết định sẽ tự mình làm lấy. Cũng vì do những vấn đề xuất bản khác nhau, nên trò chơi không được phát hành trong một thời gian dài mặc dù quá trình phát triển đã gần như hoàn chỉnh. Mãi đến cuối năm 2007, trò chơi mới được phát hành ở các nước CIS bằng tiếng Nga. Một năm sau, vào cuối năm 2008, trò chơi được phát hành tại Phần Lan bằng tiếng Anh.

## Đón nhận phê bình
Talvisota: Hell Icy đã nhận được đánh giá tích cực từ các nhà phê bình game. Trang chủ của tất cả các nhà sử học Phần Lan đã đánh giá tựa game từ quan điểm lịch sử và văn hóa, dựa theo ý kiến của họ nhìn chung là tích cực. Tuy nhiên cũng có một số ý kiến tiêu cực khác, ví dụ như viên Đại úy Phần Lan Olli Ovaska đã nói trong game có tuyên bố rằng chính quân đội Phần Lan đã tấn công Liên Xô vào ngày đầu tiên của cuộc chiến. Nhưng theo các nhà phát triển trò chơi thì Olli Ovaska đã hiểu lầm gì đó vì họ chẳng bao giờ tuyên bố một điều như vậy.